# Robert Chester Smith
Robert Chester Smith (Cranford, 1912 - 1975) foi um historiador dos Estados Unidos especializado em arte portuguesa e arte colonial brasileira.

## Vida e obra
Smith fez seu doutorado na Universidade de Harvard, onde apresentou uma dissertação sobre o arquiteto alemão radicado em Portugal João Frederico Ludovice em 1939. Entrou na Universidade da Pensilvânia em 1947, exercendo o cargo de professor na Escola de Belas Artes (School of Fine Arts) da instituição entre 1956 até 1975, ano do seu falecimento.
Entre suas obras notáveis figura "The Art of Portugal" (Londres, Weidenfeld & Nicolson, 1968), pela qual ganhou o Athenaeum Literary Award do Ateneu da Filadélfia (Athenaeum of Philadelphia). Nos anos 1960 realizou um inventário da talha dourada em Portugal com um subsídio da Fundação Calouste Gulbenkian. Deste trabalho foi publicado "A Talha em Portugal", em 1963.
Em 1969 foi agraciado com o título Professor Honoris Causa pela Universidade Federal do Rio de Janeiro, por indicação da Faculdade de Arquitetura e Urbanismo.

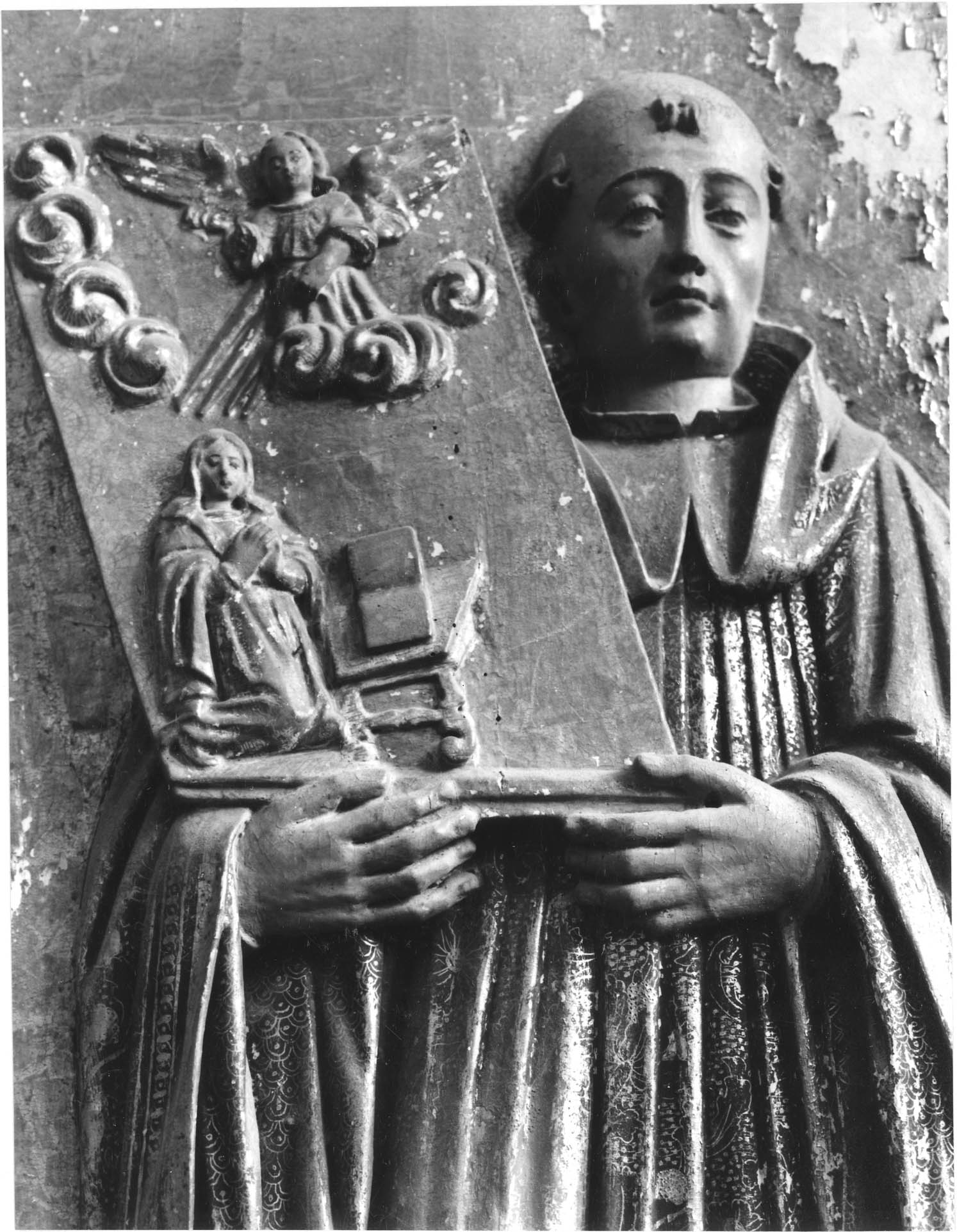
Foto do cadeiral do Mosteiro de Tibães da obra de Robert Smith, "A Talha em Portugal" (1963).

Por testamento, legou sua coleção de documentos e fotografias à Fundação Calouste Gulbenkian. Em sua homenagem foi instituído o Prêmio Robert C. Smith a investigadores das artes decorativas pela Decorative Arts Society dos Estados Unidos.

## Artigos
- Robert C. Smith. João Frederico Ludovice an Eighteenth Century Architect in Portugal. The Art Bulletin. Vol. 18, No. 3 (Sep., 1936), pp. 273-370
- Robert C. Smith. The colonial architecture of Minas Gerais in Brazil. The Art Bulletin. Vol. 21, No. 2 (Jun., 1939), pp. 110-159.
- Robert C. Smith. Jesuit buildings in Brazil. The Art Bulletin. Vol. 30, No. 3 (Sep., 1948), pp. 187-213.
- Robert C. Smith. Arquitetura civil do período colonial. Revista do Patrimônio Histórico e Artístico Nacional, n. 17, p. 27-125, 1969.